# نصیرآباد (خرمدره)
نصیر آباد روستایی از توابع بخش مرکزی شهرستان خرمدره در استان زنجان، ایران است. این روستا در دهستان خرمدره واقع شده و در مسیر جاده ترانزیت زنجان-خرمدره قرار گرفته است. این روستا ما بین دو شهر هیدج و صائین قلعه قرار دارد و فاصله اش از مرکز شهرستان حدود ۹ کیلومتر است. ارتفاع روستای نصیر آباد از سطح دریا حدود ۱۶۵۰متر است.

## جمعیت
این روستا در دهستان خرمدره قرار دارد و براساس سرشماری مرکز آمار ایران درسال ۱۳۹۵، جمعیت آن ۲۰۴۲ نفر(۶۱۳خانوار) بوده‌است. مردم اين روستا در مهمان نوازی زبان زد عام و خاص و یکی از مهربان ترین مردمان استان زنجان هستن 